# Доріс Доу
Доріс Доу (англ. Doris Daou, народилася в 1964 р.) — астроном з Канади, уродженка Лівану, директор з освіти та громадської роботи Інституту наукових досліджень НАСА, а також керує програмним зв'язком для «Малих інноваційних місій НАСА для планетного дослідження (SIMPLEx)».

## Дитинство та освіта
Сім'я Доу залишила охоплений війною Ліван, коли Доріс була ще дитиною, і оселилася в Канаді. Доріс отримала освіту в університеті Монреаля в Квебеку, де вивчала атмосферні параметри змінних зірок. Вона має ступінь бакалавра фізико-математичних наук, а також магістра в галузі астрономії та астрофізики. Її кандидатська дисертація, написана 1989 році, мала назву: Études spectroscopiques et paramètres atmosphériques des étoiles ZZ Ceti.

## Кар'єра
Потім вона переїхала до Балтімора, штат Меріленд, у Сполучених Штатах, де провела дев'ять років, працюючи над космічним телескопом Хаббл. У 1999 році Доу увійшла до складу команди, яка готувалася до запуску космічного телескопа Спітцера, а також працювала в галузі освіти та громадськості і допомагала створити програму досліджень космічного телескопа Спітцера для вчителів та студентів. Вона приєдналася до штаб-квартири НАСА в 2006 році і працювала в даній установі на різних посадах, включаючи співробітника програми освіти та громадськості, директора з освіти та громадськості в дослідницькому центрі Ames, а також заступника директора Ames Research Center інституту. Доріс брала активну участь у грантових програмах НАСА. Починаючи з 2018 року, вона продовжує працювати астрономом в штаб-квартирі НАСА у Вашингтоні, округ Колумбія, і виконує обов'язки старшого наукового співробітника, керівника програми та директора відділу планетної науки в дирекції наукових місій (з 2014 року по теперішній час).
Доріс Доу працювала спеціалістом з освіти та виховання в дослідницькому центрі Ames, а також у грантових програмах NASA. У 2012—2018 роках Доу працювала у складі Міжнародної астрономічної спілки і брала участь у таких комісіях:
- "55 Обмін астрономією з громадськістю (2012—2015)
- 55 конференцій РГ ЗП (до 2015 р.)
- C2 Конференції РГ ЗР (2015—2018)
- 55 Професіоналізація та акредитація робочої групи (до 2015 року)
- Професіоналізація та акредитація (2015—2018)
- 55 РГ Вашингтонська хартія для САР (до 2015 року)[17]

Вона є автором і продюсером відеоподкасту «Запитай астронома». Її наукові інтереси включають: спостережну астрономію, астрофізику та астрономію, а також сонячні системи, екзопланети та міжнародні партнерства. Доріс Доу активно публікується в наукових журналах. У 2008 році вона була співавтором Дотику до невидимого неба - видання, написаного шрифтом Брайля, а в 2017 році була співавтором доповідей Планетарного Наукового зібрання 2050 у стінах Місячного і планетарного інституту.

## Вибрані публікації
Daou, D. et al. (1990) Спектроскопічні дослідження і атмосферні параметри пульсуючих зірок білих карликів (zz-ceti) [Архівовано 15 грудня 2019 у Wayback Machine.], Astrophys. J. 364 (1), 242—250. DOI: 10.1086 / 169407 [Архівовано 10 червня 2018 у Wayback Machine.]
Daou, D. (1998) Термовий фон NICMOS: Результати орбітальних даних, Науково-технічні аерокосмічні звіти (STAR). 36.
Daou, D. (2009). Освітні та громадські ініціативи Національного управління аеронавтики та космічного простору, [Архівовано 23 вересня 2018 у Wayback Machine.]  [Архівовано 23 вересня 2018 у Wayback Machine.] Праці Міжнародного астрономічного союзу. S260 (5). DOI: 10.1017 / S1743921311003590